# Iraota aurigena
Iraota aurigena är en fjärilsart som beskrevs av Hans Fruhstorfer 1907. Iraota aurigena ingår i släktet Iraota och familjen juvelvingar. Inga underarter finns listade i Catalogue of Life.